# اندیس کرومیت کارواندر۱
کرومیت کارواندر۱ یک اندیس فلزی است که در حوالی شهر کار و اندار استان سیستان و بلوچستان قرار دارد و مادهٔ معدنی موجود در آن، کرومیت است.سنگ میزبان این اندیس پیریدوتیت آلتره است و دیرینگی آن به دوران کرتاسه می‌رسد.